# Erich Mendelsohn
Erich Mendelsohn (21 tháng 3 năm 1887 - 15 tháng 9 năm 1953) là một kiến trúc sư người Đức gốc Do Thái, nổi tiếng với kiến trúc thể hiện của mình trong những năm 1920, cũng là người đã phát triển một học thuyết chức năng linh động trong các dự án của mình cho các cửa hàng và rạp chiếu phim. Mendelsohn là một nhà tiên phong của kiến trúc Art Deco và Phong cách sắp xếp hiện đại, đáng chú ý nhất với thiết kế năm 1921 của ông cho Mossehaus.